# Kommissar Wallander: Hunde von Riga
Kommissar Wallander: Hunde von Riga ist ein von der BBC produzierter Kriminal-Fernsehfilm aus dem Jahr 2012 mit Kenneth Branagh in der Hauptrolle des Kommissars Kurt Wallander.  Es handelt sich um die zweite Folge der dritten Staffel, also die insgesamt achte Folge der Kommissar Wallander-Reihe und um eine Verfilmung des Wallander-Romans Hunde von Riga von Henning Mankell.
Bereits im Jahr 1995 war der Roman unter dem Titel Hunde von Riga mit Rolf Lassgård in der Titelrolle verfilmt worden.

## Handlung
Als Wallander Ann-Britt im Krankenhaus besucht, die noch im Koma liegt, wird er zu seinem nächsten Einsatz gerufen. Am Hafen wird ein Gummiboot mit zwei männlichen Leichen angetrieben. Die Männer wurden vor ein paar Tagen erschossen, ihre Münder mit Chemikalien verätzt, die Finger gebrochen. Auf der Brust der beiden Männer befinden sich Mafia-Tätowierungen von russischen Städten; die Toten selber kommen aus dem lettischen Riga. Der Ermittler Karlies Liepa wird aus Riga eingeflogen. Er kann etwas zu den Tätowierungen sagen und die beiden Toten, Mitglieder des Syndikats „Ragniciba“, identifizieren. Er schickt ein Fax mit Informationen an seine Vorgesetzten.
Da meldet sich ein Unbekannter bei Wallander und sagt, er hätte Informationen über die beiden Toten. Er erscheint beim vereinbarten Treffpunkt, flüchtet aber, als einige Polizeiautos auftauchen. In der Zwischenzeit wurde das Schlauchboot aufgeschlitzt und Drogen gestohlen, die im  Schlauchboot versteckt waren. Karlies Lipa sagt, dass den beiden Toten der Mund verätzt wurde, weil sie seine Informanten waren; er fühlt sich dafür verantwortlich, was mit ihnen passiert ist. Insgesamt gibt er sich Wallander gegenüber sehr zurückhaltend mit Informationen; er hat Angst, dass er in Riga in Gefahr ist, wenn er zu viel sagt. Lipa, der bei Wallander übernachtet, ist am nächsten Morgen verschwunden und hinterlässt lediglich einen Zettel, auf dem er sich bei Wallander für die Hilfe bedankt.
Da erfährt Wallander, dass Lipa ermordet wurde; die Kollegen aus Riga bitten ihn um Hilfe. Auf Liepas Beerdigung lernt er dessen Vorgesetzte Murnieks und Putnis und seine Witwe Baiba kennen. Am Abend seiner Ermordung hatte Liepa das Haus verlassen, nachdem er einen angeblichen Anruf von seinem Kommissariat erhalten hatte. Lipas Fax ist nicht bei seinen Vorgesetzten angekommen. Wallander bittet Stefan, den Faxvorgang zu überprüfen.
Im Hotel wird Wallander von einer Frau mit „Herr Eckers“ angesprochen, in seinem Zimmer findet er ein Kuvert vor, das an einen Herrn Eckers gerichtet ist und in dem sich ein Buch über Schweden befindet, das Wallander Liepa geschenkt hatte. Am nächsten Morgen wird Wallander zu der Verhaftung zweier Mitglieder des Syndikats gerufen; Liepas Fallnotizen können auch bei ihnen nicht gefunden werden. Eine erneute Befragung von Baiba nach den Notizen ergibt keine neuen Erkenntnisse. Stefan findet heraus, dass Liepa das Fax an seine beiden Vorgesetzten sowie an einen Reporter namens Upitis geschickt hat. Die Frau, die Wallander im Hotel angesprochen hatte, stellt einen Kontakt zum Reporter Upitis her, der über Korruption bei Polizei und Politikern schreibt. Liepa vermutete eine Verbindung zwischen der Polizei und dem Syndikat. Doch Wallander ist Upitis gegenüber misstrauisch, weil er die ganze Zeit angelogen wird, und will lieber mit Baiba sprechen. Die Unbekannte will einen Kontakt mit Baiba herstellen. Wallander entdeckt, dass er beschattet wird und in seinem Hotelzimmer eine Wanze versteckt ist. Als er Murnieks und Putnis zur Rede stellt, beschuldigen sie die Syndikate der Spionage, weil bei ihnen viele Männer vom KGB gelandet sind; Murnieks und Putnis seien auf der Seite des Gesetzes.
Wallander schüttelt seinen Verfolger ab und trifft in einer Kirche Baiba. Gemeinsam machen sie sich auf die Suche nach Liepas Notizen. Da bekommt Wallander einen Anruf von Putnis, der ihm mitteilt, Upitis habe Liepa gefoltert und umgebracht. Baiba glaubt nicht an Upitis als Mörder, mit dem beide gut befreundet waren. Laut Murnieks und Putnis hatte Upitis eine Affäre mit Baiba. Sie suchen auch nicht mehr nach Liepas Fallnotizen, weil für sie der Fall abgeschlossen ist. Da erhängt sich Upitis mit seinem Gürtel in seiner Zelle, weil man ihm diesen vorher nicht abgenommen hat. Baiba glaubt nicht an einen Selbstmord von Upitis. Als er sie auf eine Affäre mit Upitis anspricht, will sie auch nicht weiter nach den Fallnotizen suchen, weil der Fall als abgeschlossen ist.
Zuhause in Ystad angekommen, erfährt Wallander von Stefan, dass eine Frau namens Inese für ihn angerufen hat. Zu Hause findet er auf einem Fotoapparat, den Liepa zurückgelassen hat, die Fotografien von Liepas Fallnotizen. Er rief Ines an, die Frau aus dem Hotel, und erfuhr von ihr, dass Baiba verhaftet wurde. Wallander reist zurück nach Riga in sein Hotel und wird dort entführt. In einem Kellerverlies trifft er auf Baiba. Bei der Übergabe des Fotoapparats auf dem Markt zerstört der Entführer diesen, weil er befürchtet, Wallander hätte Kopien gemacht. Wallander und Baiba ergreifen die Flucht. Sie wollen zunächst in die schwedische Botschaft fliehen, doch wartet dort bereits Murnieks. Wallander und Baiba vermuten, dass Liepa die Fallnotizen im Archiv des Polizeipräsidiums versteckt hat. Mit Hilfe eines Polizisten, eines Freundes von Liepa, lässt sich Wallander als Verhafteter in das Polizeipräsidium einschleusen. Im Archiv findet er die Notizen und flüchtet zu Baiba auf den Markt. Sie treffen auf Zids, der mit den Fallnotizen die Verhaftung von Murnieks in Aussicht stellt. Wallander stutzt jedoch, als Zids fragt, ob das die Originale sind, obwohl Wallander die Fotografien auf der Digitalkamera nicht erwähnt hat. Zids wird daraufhin durch einen Nackenschuss erschossen. Wallander übergibt die Fallnotizen an Murnieks.
Murnieks berichtet Wallander, dass jemand aus seinem Dezernat, der zuständig für das Syndikat war. den Drogenhandel organisiert hat, möglicherweise Zids. Doch je mehr Liepa ermittelt hat, desto schwerer konnte er dran glauben, dass weiter oben nicht noch irgendjemand involviert war. Putnis hätte Liepas Fax bekommen. Putnis und Zids hätten den Verdacht auf Upitis gelenkt und diesen umgebracht. Murnieks hätten jedoch die Beweise gefehlt, um etwas zu unternehmen.
An Liepas Grab verabschieden sich Wallander und Baiba voneinander. Wallander schenkt Baiba einen Blumenstrauß und schlägt ihr vor, dass sie auch mal Schweden besuchen könnte.

## Kritiken
„Spannender, atmosphärisch höchst dichter (Fernsehserien-)Krimi nach einem Roman von Henning Mankell, der zusätzlichen Reiz durch die Einbeziehung der lettischen Hauptstadt Riga erhält. - Ab 16.“